# Videogiochi nel 2018

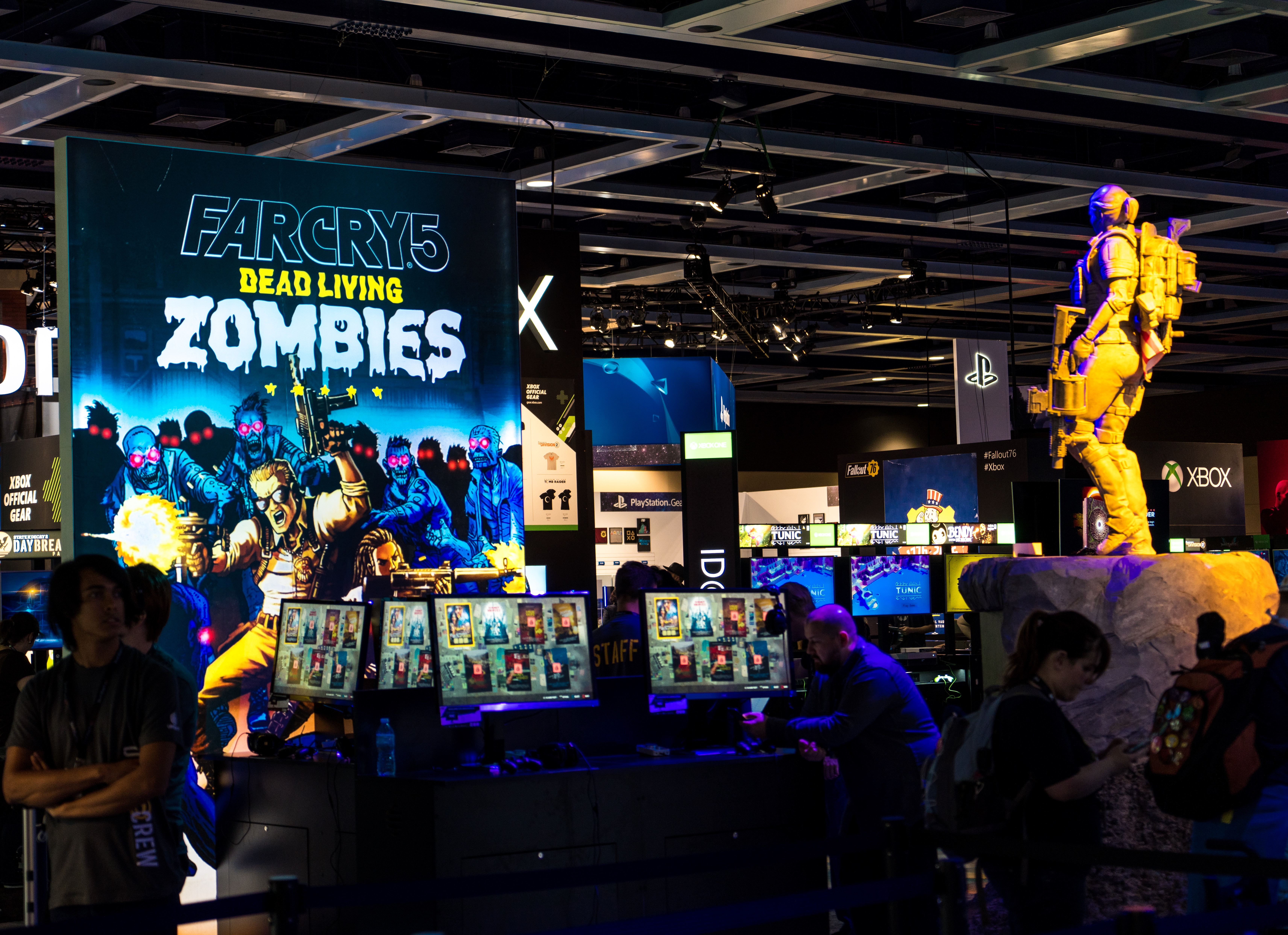
Far Cry 5: Dead Living Zombies al PAX West 2018

Eventi rilevanti avvenuti nell'industria dei videogiochi nel 2018. 
Per un elenco delle voci su giochi usciti nell'anno vedi Categoria:Videogiochi del 2018.

## Eventi
- Esce l'Xbox Adaptive Controller, un controller per sistemi Microsoft pensato appositamente per giocatori con disabilità[1].
- Esce la retro-console PlayStation Classic.
- Esce il dispositivo per realtà virtuale Oculus Go.

## Classifiche
- I 10 giochi più venduti secondo le statistiche di VGChartz sono, in ordine decrescente: Super Smash Bros. Ultimate, Monster Hunter: World, God of War, Far Cry 5, Detroit: Become Human, Octopath Traveler, Forza Horizon 4, Shadow of the Colossus (PS4), Celeste, Valkyria Chronicles 4[2].
- I 10 giochi più apprezzati dalla critica secondo le statistiche di Metacritic sono, in ordine decrescente: Red Dead Redemption II, God of War, Celeste, Undertale (Switch), Super Smash Bros. Ultimate, Forza Horizon 4, Divinity: Original Sin II Definitive Edition, Bayonetta 2 (Switch), Inside (Switch), Sonic Mania Plus[3].